# بهزاد فراهانی
بهزاد فراهانی (زاده ۱ بهمن ۱۳۲۳ در اراک) بازیگر و نمایشنامه‌نویس و فیلمنامه‌نویس ایرانی است. وی دوره‌هایی از تئاتر را در فرانسه گذراند و در کارگردانی، بازیگری و نویسندگی فارغ‌التحصیل شد. او همسر فهیمه رحیم‌نیا و پدر شقایق فراهانی، گلشیفته فراهانی و آذرخش فراهانی است.

## فیلم‌شناسی

### سینما
| سال  | نام فیلم          | نقش    | کارگردان           |  |
| ---- | ----------------- | ------ | ------------------ |  |
| ۱۳۴۹ | تجاوز             |        | حمید مصداقی        |  |
| ۱۳۵۰ | نقره‌داغ           |        | ایرج قادری         |  |
| ۱۳۵۰ | میعادگاه خشم      |        | سعید مطلبی         |  |
| ۱۳۵۲ | گرگ بیزار         |        | مازیار پرتو        |  |
| ۱۳۶۶ | مار               |        | مجید جوانمرد       |  |
| ۱۳۶۸ | راز کوکب          |        | کاظم معصومی        |  |
| ۱۳۶۸ | دستمزد            |        | مجید جوانمرد       |  |
| ۱۳۷۲ | بلندی‌های صفر      | فردوسی | حسینعلی لیالستانی  |  |
| ۱۳۷۳ | راه افتخار        |        | داریوش فرهنگ       |  |
| ۱۳۷۴ | ماه مهربان        |        | قاسم جعفری         |  |
| ۱۳۷۷ | مهره              |        | محمدعلی سجادی      |  |
| ۱۳۷۷ | طوطیا             |        | ایرج قادری         |  |
| ۱۳۷۷ | شیدا              |        | کمال تبریزی        |  |
| ۱۳۷۷ | آخرین تک‌سوار      |        | سیدمحمد سیف‌زاده    |  |
| ۱۳۷۸ | سگ‌کشی             |        | بهرام بیضایی       |  |
| ۱۳۷۹ | هفت پرده          |        | فرزاد مؤتمن        |  |
| ۱۳۷۹ | دختری به نام تندر |        | حمیدرضا آشتیانی‌پور |  |
| ۱۳۷۹ | خاکستری           |        | مهرداد میرفلاح     |  |
| ۱۳۸۱ | قلب‌های ناآرام     |        | مجید مظفری         |  |
| ۱۳۸۳ | تردست             |        | محمدعلی سجادی      |  |
| ۱۳۸۴ | چپ دست            |        | آرش معیریان        |  |
| ۱۳۸۴ | ابراهیم خلیل‌الله  | آزر    | محمدرضا ورزی       |  |
| ۱۳۸۵ | زن بدلی           |        | مهرداد میرفلاح     |  |
| ۱۳۸۶ | مظفرنامه          |        | محمدرضا ورزی       |  |
| ۱۳۸۶ | پرچم‌های قلعه کاوه |        | محمد نوری‌زاد       |  |
| ۱۳۸۷ | یک وجب از آسمان   |        | علی وزیریان        |  |
| ۱۳۹۲ | خانوم             |        | تینا پاکروان       |  |
| ۱۳۹۳ | دزد و پری         |        | حسین قناعت         |  |

### تلویزیون
| سال  | نام مجموعه        | کارگردان                            | توضیحات                           |
| ---- | ----------------- | ----------------------------------- | --------------------------------- |
| ۱۳۶۵ | گرگ‌ها             | داود میرباقری                       | شبکه ۱–۱۲ قسمت                    |
| ۱۳۶۶ | با سلسله حکمت     | اکبر خواجویی سیروس مقدم مرتضی جعفری | شبکه ۱                            |
| ۱۳۶۷ | یکی از این روزها  | فریدون فرهودی                       | شبکه ۱–۷ قسمت                     |
| ۱۳۶۷ | رعنا              | داود میرباقری                       | شبکه ۱–۸ قسمت                     |
| ۱۳۶۹ | آلبوم خانوادگی    | محمد رحمانیان                       | شبکه ۱–۵ قسمت                     |
| ۱۳۷۰ | امام علی          | داوود میرباقری                      | شبکه ۱–۲۲ قسمت - در نقش «معاویه»  |
| ۱۳۷۱ | قافله این عمر     | مجید بهشتی                          | شبکه ۱–۴ قسمت                     |
| ۱۳۷۲ | فاصله             | سیدمجتبی یاسینی                     | شبکه ۲–۱۳ قسمت                    |
| ۱۳۷۴ | مجسمه‌های گچی      | رسول نجفیان                         | شبکه ۱                            |
| ۱۳۷۵ | قائم‌مقام فراهانی  | محمدرضا ورزی                        | شبکه ۱–۵ قسمت                     |
| ۱۳۷۵ | به رنگ صدف        | عباس رنجبر                          | شبکه ۱–۲۵ قسمت                    |
| ۱۳۷۷ | کت جادویی         | محمدحسین لطیفی                      | شبکه ۳–۲۶ قسمت                    |
| ۱۳۷۸ | پس از باران       | سعید سلطانی                         | شبکه ۳–۴۰ قسمت                    |
| ۱۳۷۹ | خانه پدری         | فریدون حسن‌پور                       | شبکه ۵–۲۶ قسمت                    |
| ۱۳۸۰ | مرگ و پرگار       | امیرعباس حدسنی                      | شبکه ۲                            |
| ۱۳۸۱ | نسیم رؤیا         | کاظم بلوچی                          | شبکه ۱–۳۰ قسمت - پخش در ماه رمضان |
| ۱۳۸۲ | مسافر زمان        | مسعود نوابی                         | شبکه ۲–۱۴ قسمت                    |
| ۱۳۸۳ | مردان کوچک        | اکبر منصورفلاح                      | شبکه ۲–۲۹ قسمت                    |
| ۱۳۸۴ | روح مهربان        | امیر قویدل                          | شبکه ۱–۲۶ قسمت                    |
| ۱۳۸۵ | ستاره سهیل        | امیر قویدل                          | شبکه ۱–۶ قسمت                     |
| ۱۳۸۶ | پاتوق             | شاهین باباپور                       | شبکه ۱ - بازیگر مهمان             |
| ۱۳۸۷ | جاده در دست تعمیر | حسین تبریزی                         | شبکه ۲–۱۴ قسمت                    |
| ۱۳۸۷ | آواز در باران     | صدرالدین شجره                       | شبکه ۴–۱۳ قسمت                    |
| ۱۳۸۹ | قسم               | حسین تبریزی                         | شبکه ۳–۵ قسمت - پخش در شب‌های قدر  |
| ۱۳۸۹ | گمشده             | راما قویدل                          | شبکه ۱–۲۷ قسمت                    |
| ۱۳۹۱ | دختری به نام آهو  | قدرت‌الله صلح‌میرزایی                 | شبکه ۵–۳۰ قسمت                    |
| ۱۳۹۲ | ستاره حیات        | جواد ارشاد                          | شبکه ۳–۱۳ قسمت                    |
| ۱۳۹۳ | مدینه             | سیروس مقدم                          | شبکه ۱–۳۰ قسمت - پخش در ماه رمضان |
| ۱۳۹۴ | پشت بام تهران     | بهرنگ توفیقی                        | شبکه ۱–۲۸ قسمت                    |
| ۱۳۹۶ | زیر پای مادر      | بهرنگ توفیقی                        | شبکه ۱–۳۰ قسمت - پخش در ماه رمضان |
| ۱۳۹۶ | عقیق              | بهرنگ توفیقی                        | شبکه ۳–۱۲ قسمت                    |
| ۱۳۹۶ | سایه بان          | جمشید محمودی                        | شبکه ۲–۵۰ قسمت                    |
| ۱۳۹۶ | سه‌شنبه شب         | صادق پروین آشتیانی                  | شبکه ۱–۷ قسمت                     |
| ۱۳۹۷ | زندگی از نو       | علی محمدقاسمی                       | شبکه ۵–۲۶ قسمت                    |
| ۱۳۹۸ | دل‌دار             | جمشید محمودی و نوید محمودی          | شبکه ۲–۳۰ قسمت                    |
| ۱۴۰۳ | سوجان             | حسین تبریزی                         | شبکه یک                           |

## فیلم تلویزیونی
- تله‌فیلم «آسفالت»،[۱][۲][۳] کارگردان: محمد رحمانیان. این مجموعه نمایشی که هر قسمت از آن، داستانِ مستقلی داشت، غیرقابل پخش تشخیص داده شد.[۴] تهیه شده برای سیمای آذری شبکه جهانی سحر[۵][۶]

## رادیو
در نمایش رادیویی شازده کوچولو (روباه)

## نوشته‌ها

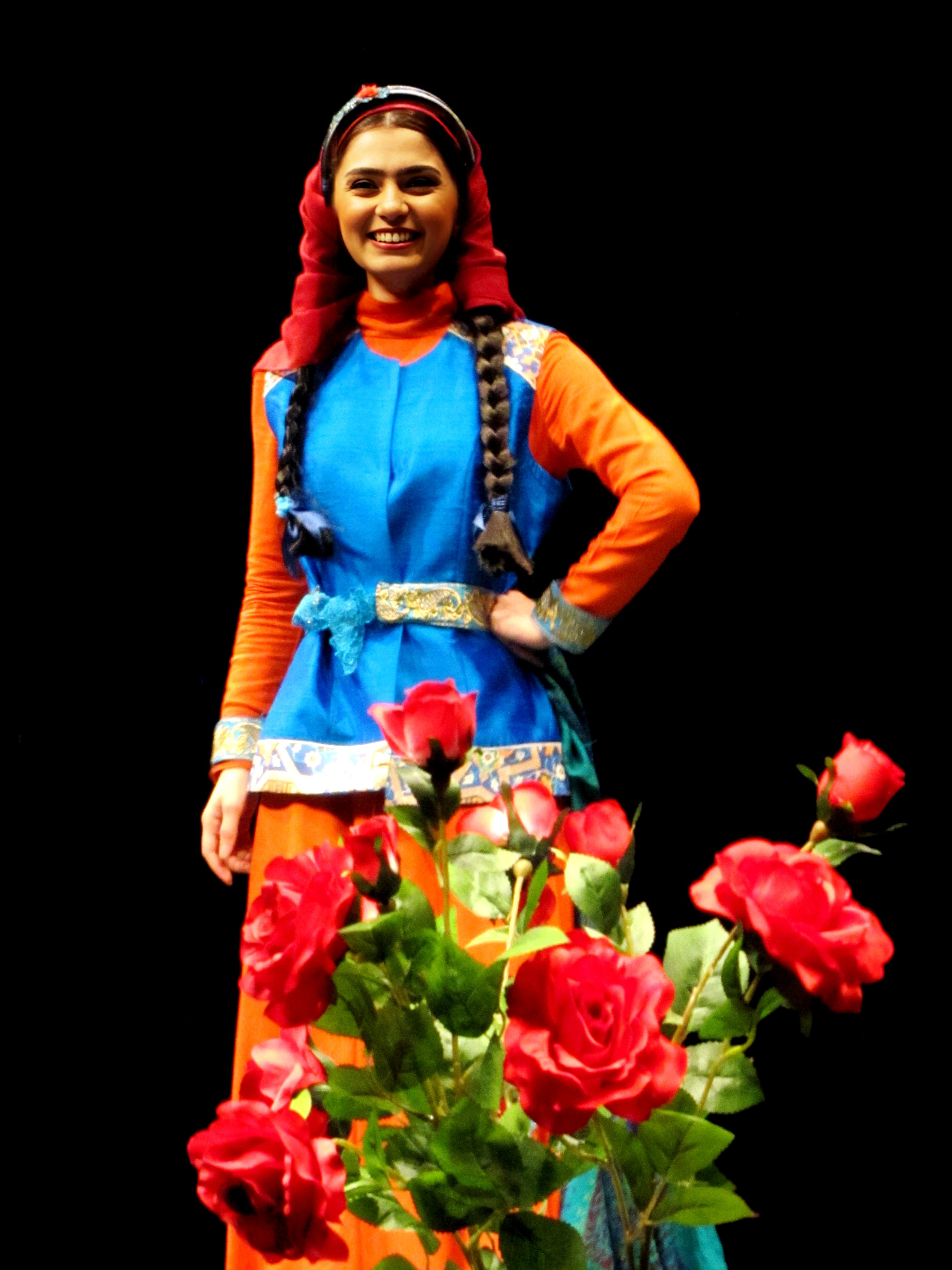
نمایش گل و قداره برگرفته ای داشاکل صادق هدایت اجراء در سالن استاد سمندریان ایرانشهر

- عروس
- ماه بانو
- پنجاه و پنج داستان کوتاه
- ناز خاتون
- سنگ و سرنا
- خون و گل سرخ
- مطرب عاشق
- خر خستهٔ خارکن به خانه برمی‌گردد
- دنیای دیوانه دیوانه دیوانه
- فیروزه
- مریم و مردآویج
- گل و قداره